# Belemnietenkerkhof

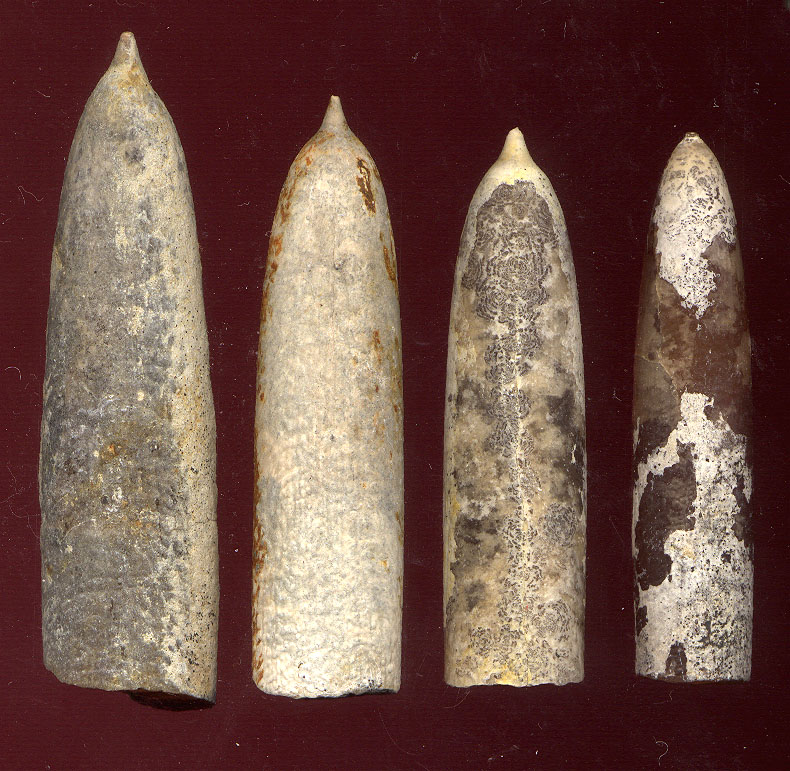
enkele belemnieten

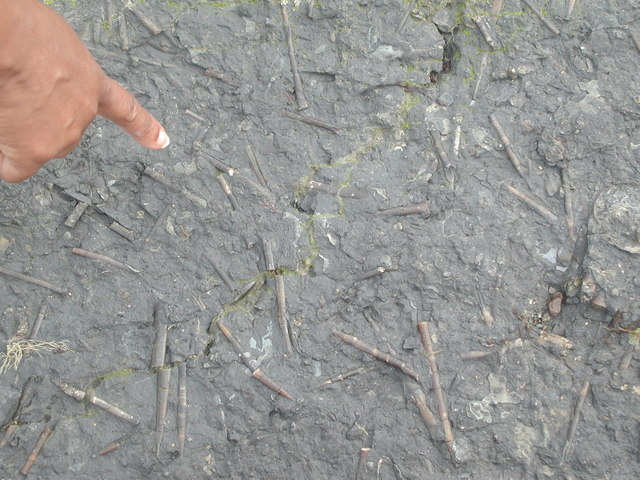
belemnieten in de bodem

Een belemnietenkerkhof is een plaats waar een grote hoeveelheid fossiele belemnieten in de bodem te vinden zijn. Van deze inktvissen is alleen nog het rostrum bewaard gebleven. In sommige lagen kunnen er wel 1500 rostra aangetroffen worden per kubieke meter.

## Geschiedenis

### Volksgeloof
Voordat duidelijk was wat de rostra waren, werden ze door mensen in Zuid-Limburg aangezien als donderkeilen, spitse stenen die door boze goden naar beneden gegooid werden wanneer de mensen zich misdragen hadden. Of men dacht dan dat zij waren ontstaan op de plaats waar de bliksem was ingeslagen.

### Onderzoek
In 1724 werd door een onderzoeker herkend wat de fossielen waren.
In 1948 benoemde R.W. Jongmans een kalksteenlaag tot belemnietenkerkhof vanwege de grote hoeveelheid belemnieten die hij hier had aangetroffen.

## Geologie
Het belemnietenkerkhof wordt aangetroffen in de basis van de Kalksteen van Vijlen uit de Formatie van Gulpen en stamt uit het Maastrichtien.

## Ontsluitingen
In het gebied tussen Gulpen, Slenaken en Vaals zijn er vele belemnietenkerkhoven aangetroffen. Vaak liggen deze in holle wegen of vervallen kalksteengroeves. Groeves waarin de belemnieten gevonden worden of werden zijn:
- Groeve Habets bij Beutenaken
- Groeve Bovenste Bosch bij Epen
- Krijtrots van Heimans in Onderste Bosch bij Epen